# Elezioni presidenziali in Lituania del 2024
Le elezioni presidenziali in Lituania del 2024 si sono tenute il 12 maggio (I turno), per il rinnovo della Presidenza del paese. Poiché, tuttavia, nessuno dei candidati è riuscito a raggiungere la maggioranza assoluta delle preferenze, un ulteriore turno di votazioni si è tenuto il 26 maggio.
In seguito, svoltosi il conseguente secondo spoglio elettorale, il candidato e Presidente uscente Gitanas Nausėda, è risultato vincitore sulla sua avversaria con il 75,58% dei voti.
Il Presidente uscente Gitanas Nausėda, essendo ancora al primo mandato, ha potuto presentarsi per la rielezione.

## Sistema elettorale
Per le elezioni presidenziali, la legge elettorale lituana (definita in parte anche dalla Costituzione, Titolo VI) prevede l’applicazione di un sistema maggioritario a doppio turno: per essere eletti, infatti, è necessaria la maggioranza assoluta delle preferenze (50%+1). Tuttavia, qualora ciò non avvenga, si attua un secondo turno di votazione tra i primi due candidati entro due settimane dal precedente.
Per presentarsi ufficialmente come candidato, infine, la legge fondamentale e le leggi elettorali richiedono anche che, oltre ad avere almeno 40 anni e ad essere cittadini per nascita da un cittadino residente del paese almeno nei precedenti tre anni, a non aver subìto una sentenza di condanna penale, a non essere mai stati messi in stato d’accusa, a non essere in servizio militare attivo per le Forze armate lituane, a non essere soggetto a giuramento per altre nazioni (rispettando dunque molti requisiti per essere eletto al Seimas), e ad aver raccolto validamente almeno 20.000 firme dai cittadini.

## Risultati
| Gitanas Nausėda       | Indipendente                                                     | 627 851   | 44,46 | 879 731   | 75,58 |  |  |  |
| Ingrida Šimonytė      | Unione della Patria - Democratici Cristiani di Lituania (TS-LKD) | 282 806   | 20,02 | 284 313   | 24,42 |  |  |  |
| Ignas Vėgėlė          | Indipendente                                                     | 176 062   | 12,47 |           |       |  |  |  |
| Remigijus Žemaitaitis | Alba di Nemunas (NA)                                             | 131 703   | 9,33  |           |       |  |  |  |
| Eduardas Vaitkus      | Indipendente                                                     | 104 353   | 7,39  |           |       |  |  |  |
| Dainius Žalimas       | Indipendente                                                     | 50 495    | 3,58  |           |       |  |  |  |
| Andrius Mazuronis     | Partito del Lavoro (DP)                                          | 19 687    | 1,39  |           |       |  |  |  |
| Giedrimas Jeglinskas  | Indipendente                                                     | 19 348    | 1,37  |           |       |  |  |  |
| Totale                | Totale                                                           | 1 412 305 | 100   | 1 164 044 | 100   |  |  |  |
|                       |                                                                  |           |       |           |       |  |  |  |
| Voti non validi       | Voti non validi                                                  | 11 476    | 0,81  | 17 821    | 1,51  |  |  |  |
| Votanti               | Votanti                                                          | 1 423 781 | 59,28 | 1 181 865 | 49,15 |  |  |  |
| Elettori              | Elettori                                                         | 2 401 808 |       | 2 404 421 |       |  |  |  |

| Gitanas Nausėda       |  | 44,46% |
| Ingrida Šimonytė      |  | 20,02% |
| Ignas Vėgėlė          |  | 12,47% |
| Remigijus Žemaitaitis |  | 9,33%  |
| Eduardas Vaitkus      |  | 7,39%  |
| Dainius Žalimas       |  | 3,58%  |
| Andrius Mazuronis     |  | 1,39%  |
| Giedrimas Jeglinskas  |  | 1,37%  |

| Gitanas Nausėda  |  | 75,58% |
| Ingrida Šimonytė |  | 24,42% |